# Vässarö
Vässarö är en ö i Roslagens skärgård, och tillhör Stockholms Scoutdistrikt av Scouterna. Ön ligger i Gräsö socken i Östhammars kommun, cirka 7 km sydost om Gräsös sydspets och ungefär halvvägs mellan Öregrund och Grisslehamn. Huvudöns yta är cirka 1,5 km x 2,5 km. Vässarö omfattar totalt närmare 100 mindre öar, kobbar och skär.

## Historia
Vässarö omnämns första gången 1452 med att ön ärvs av Johan Slaweka. Vässarö var därefter frälsegods fram 1840-talet då ön köptes av guldsmeden Johan Boije. Denne ändrade öns namn till Boijholmssund, vilket också var en del av öns juridiska namn ända in på 1900-talet. Namnet kom dock aldrig att användas i praktiken då ön köptes i slutet av 1840-talet av bonden Matts Magnusson från Singö, som startade redarverksamhet på Vässarö. 
År 1935 köptes Vässarö av sjökaptenen Ragnar Westin som lät reparera de då förfallna byggnaderna och hans bror återupptog jordbruket. Westin omkom den 11 juli 1942 när hans fartyg M/S Luleå torpederades av en sovjetisk ubåt utanför Hävringe. I sitt testamente överlät Westin Vässarö till sjöscouterna.

## Platser och byggnader

### Tunet

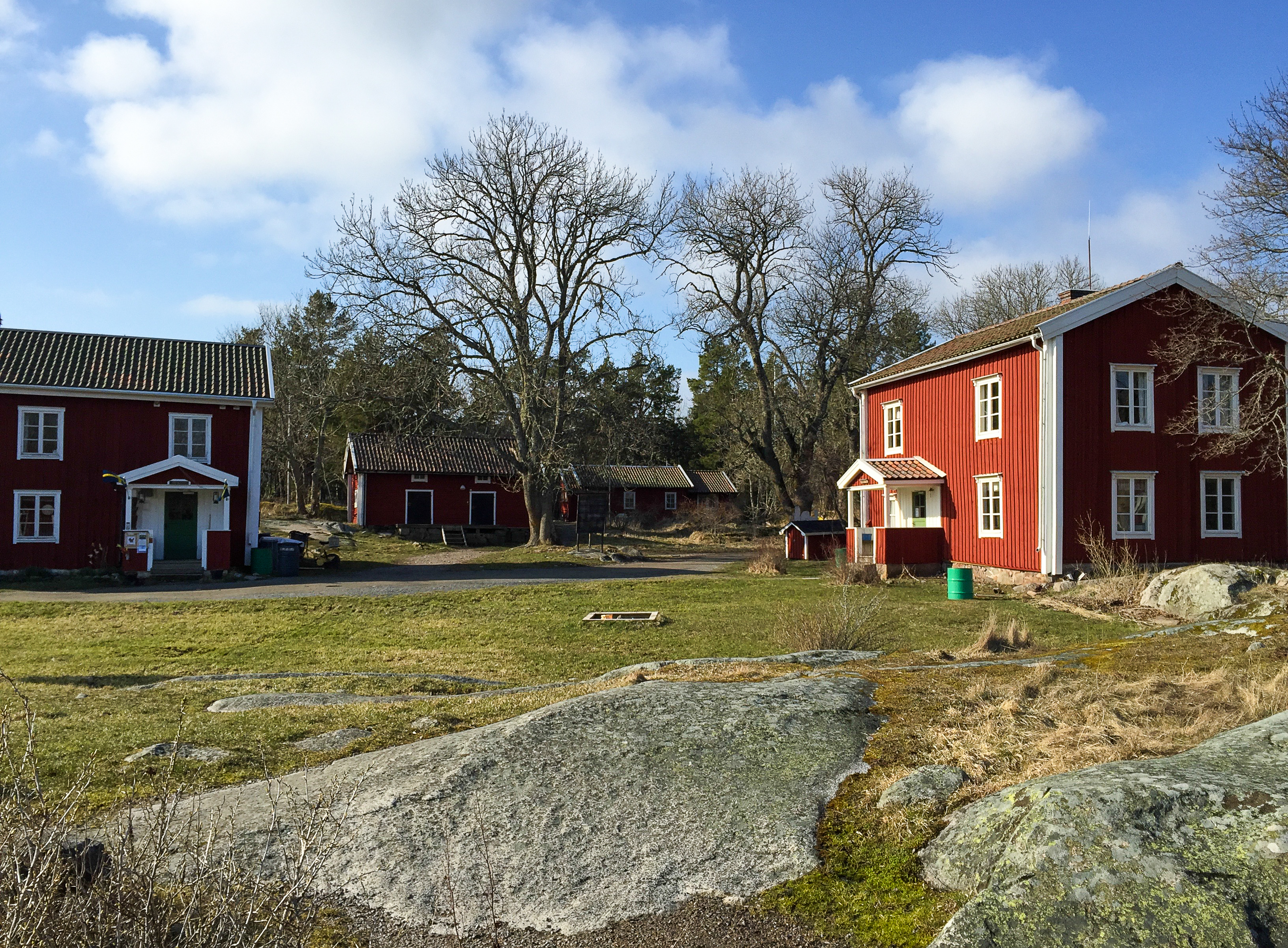
Storgårn och Lillgårn på Tunet.

Öns "centrum" är Tunet, där Storgårn, Lillgårn, Kulan och Magasinet ligger. Mitt på ön, runt Tunet ligger också den övriga bebyggelsen, med förläggningsstugor, matsal, kiosk osv. På Vässarö finns omkring 200 sängplatser. På lägerängarna kan upp till 2 000 personer vistas samtidigt.

### Matsalskomplexet
Vässarös matsal kan ta emot 323 sittande gäster. Matsalen är i huvudsak använd för att servera mat till öns funktionärer samt läger. Maten lagas på plats i det storkök och bageri som ligger i direkt anslutning till matsalen. Intill matsal och bageri ligger bland annat tvättstuga och intendentur. Matsalen är även hem till de många minnen lämnade från läger och scoutkårer, bland annat ett hundratal scouthalsdukar från världens alla hörn och minnestavlor från konfirmationsläger sedan mitten av 1970-talet

### Cirkus
Vässarös konferenslokal Cirkus kan ta emot omkring 150 personer för konferens. Stockholms Scoutdistrikt håller i regel hälften av sina årsmöten på Vässarö.
Namnet kommer från att taket i det stora ovala mötesrummet påminner om ett cirkustält.

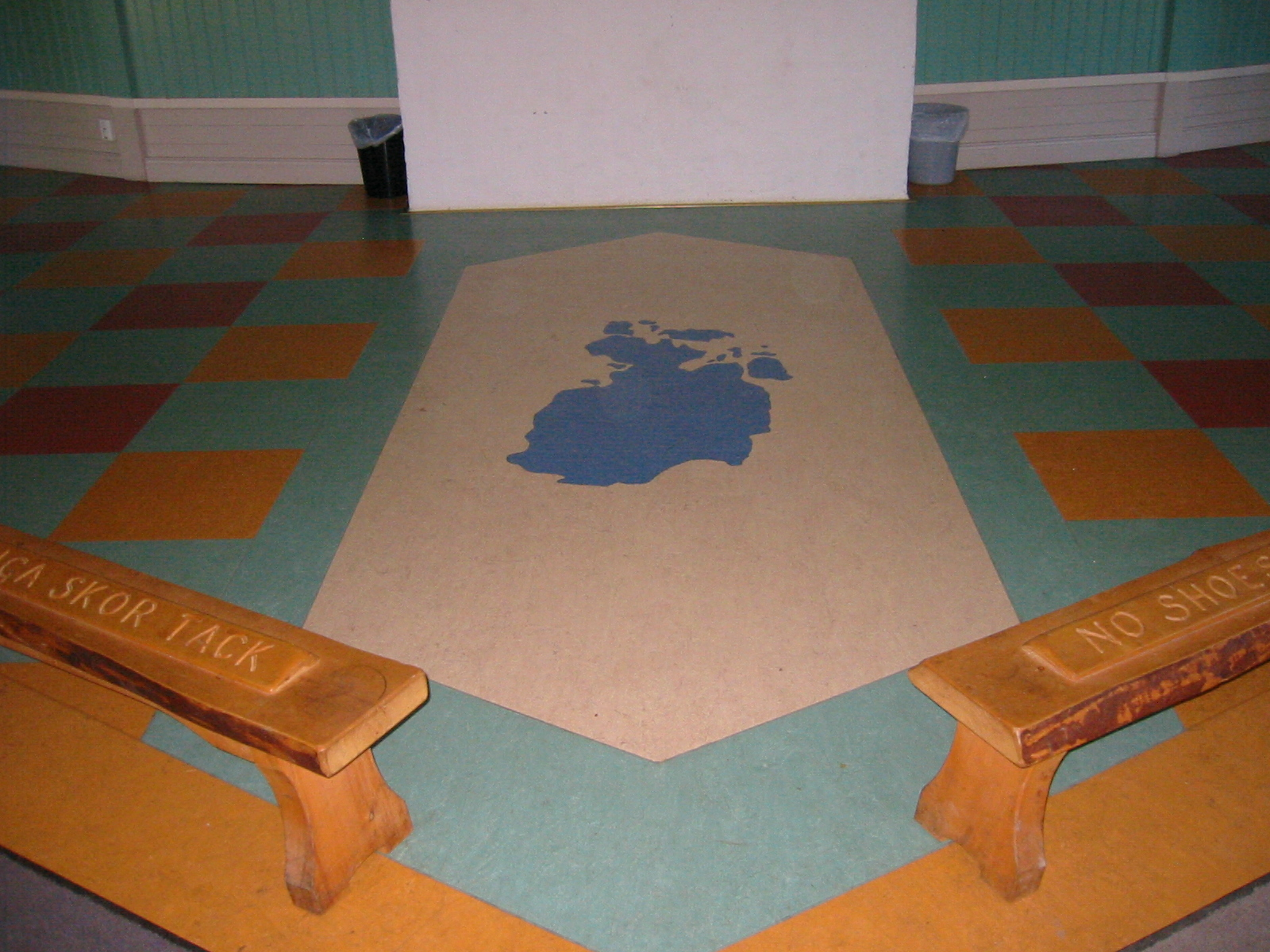
Det välarbetade golvet i foajen föreställer vässarö.

### Kapell
På Vässarö finns ett kapell, där det varje år hålls två konfirmationer. Kapellet är ritat av arkitekten Ebbe Lidemark, och invigdes sommaren 1976. Kyrkklockan var en gång skeppsklocka på det svenska pansarskeppet HMS Tapperheten.[källa behövs]

### Djuphamn
På Vässarö finns det en hamn för öns egna passagerarfartyg. Hamnen heter Djuphamn. Fartygen heter Viggen,  Tärnan, Måsen och Grisslan
Grisslan är Vässarös största och mest använda båt. Båten är 14 meter lång, samt har en maxhastighet på 10 knop. Båten kan ta 73 passagerare och har en minsta besättning på 2 personer. Den är byggd 1990, och sedan ombyggd 1996 för bruk för Vässarö.
Tärnan är Vässarös snabbaste och minsta båt. Den har en toppfart på 33 knop, och kan ta 12 passagerare.
Viggen är ett namn som burits av en tidigare båt i Vässarös ägo men tillfaller nu en 10 meter lång pensionerad militärbåt. Maxhastighet är 30 knop.

## Verksamhet
På Vässarö finns ett flertal fasta spår för besökarna, t.ex. det välkända Trapperspåret men också mer okända spår som TräckTrack, TrädTränan och Naturstigen. Hinderbanor, segling, paddling, bastu, hantverk, klättring och många andra aktiviteter finns också tillgängliga för lägerdeltagare och andra besökare.

### Sommartid

#### Funktionärsverksamhet
Från skolavslutning till skolstart pågår funktionärsverksamhet på Vässarö. Tillsammans med de andra funktionärerna på anläggningen får funktionärerna verksamheten att fungera. Arbetet sker i patrullform och patrullen ansvarar i huvudsak för arbete inom sitt område. Exempel på patruller är bland annat köket, traktor och rederiet.

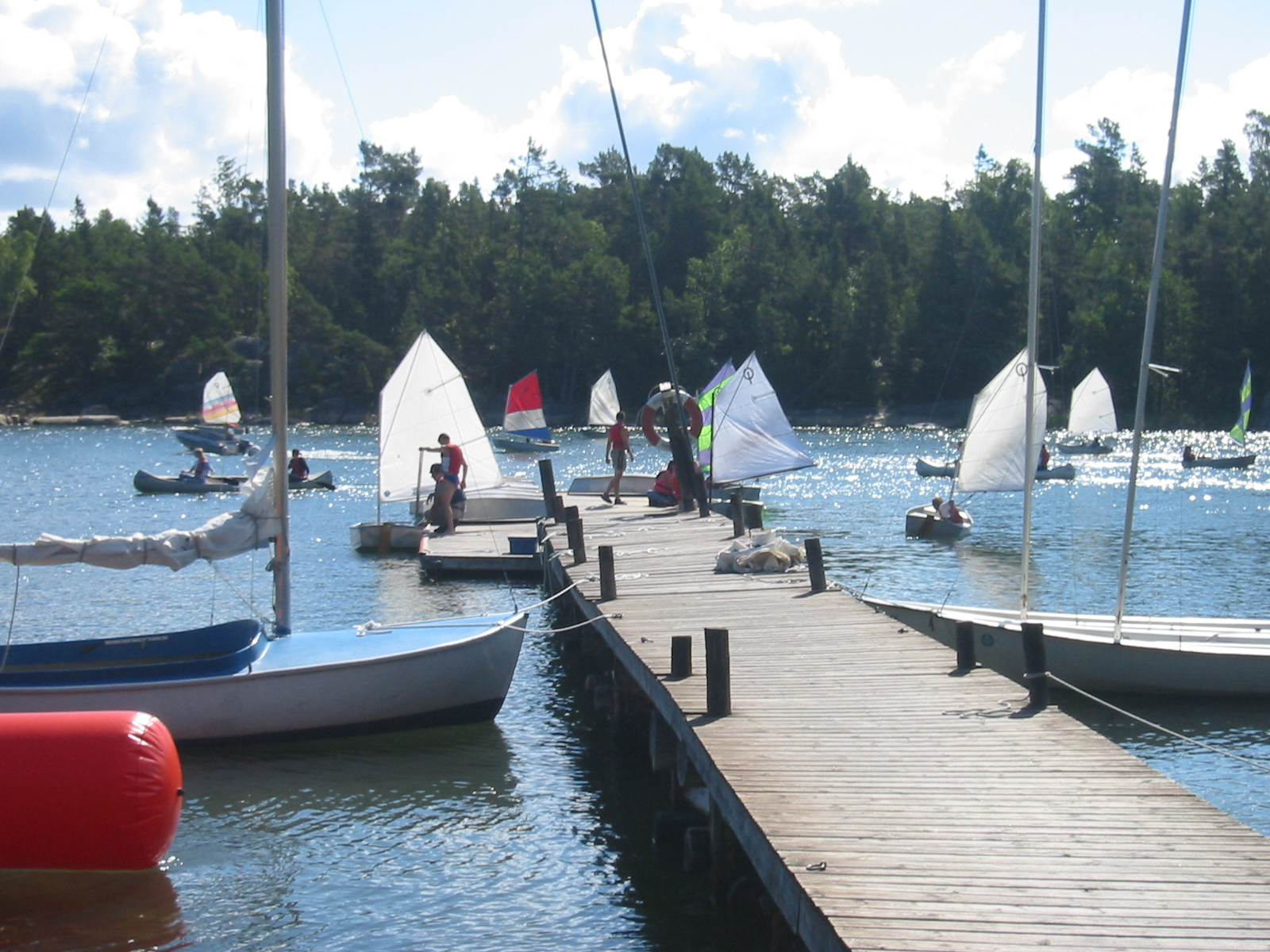
Sjöprogram i den skyddade viken Fladan.

#### Konfirmationsläger
På Vässarö hålls varje sommar två konfirmationer. Konfirmationerna föregås av fyra veckors konfirmationsläger med vardera ca 48 deltagare.  Det första konfirmationslägret hölls på Vässarö 1956.

#### Scoutläger
Det anordnas scoutläger på Vässarö. Det finns flera ängar som används som tältplatser. Det finns även ett antal fasta vindskydd som kan nyttjas vid patrullutfärder.

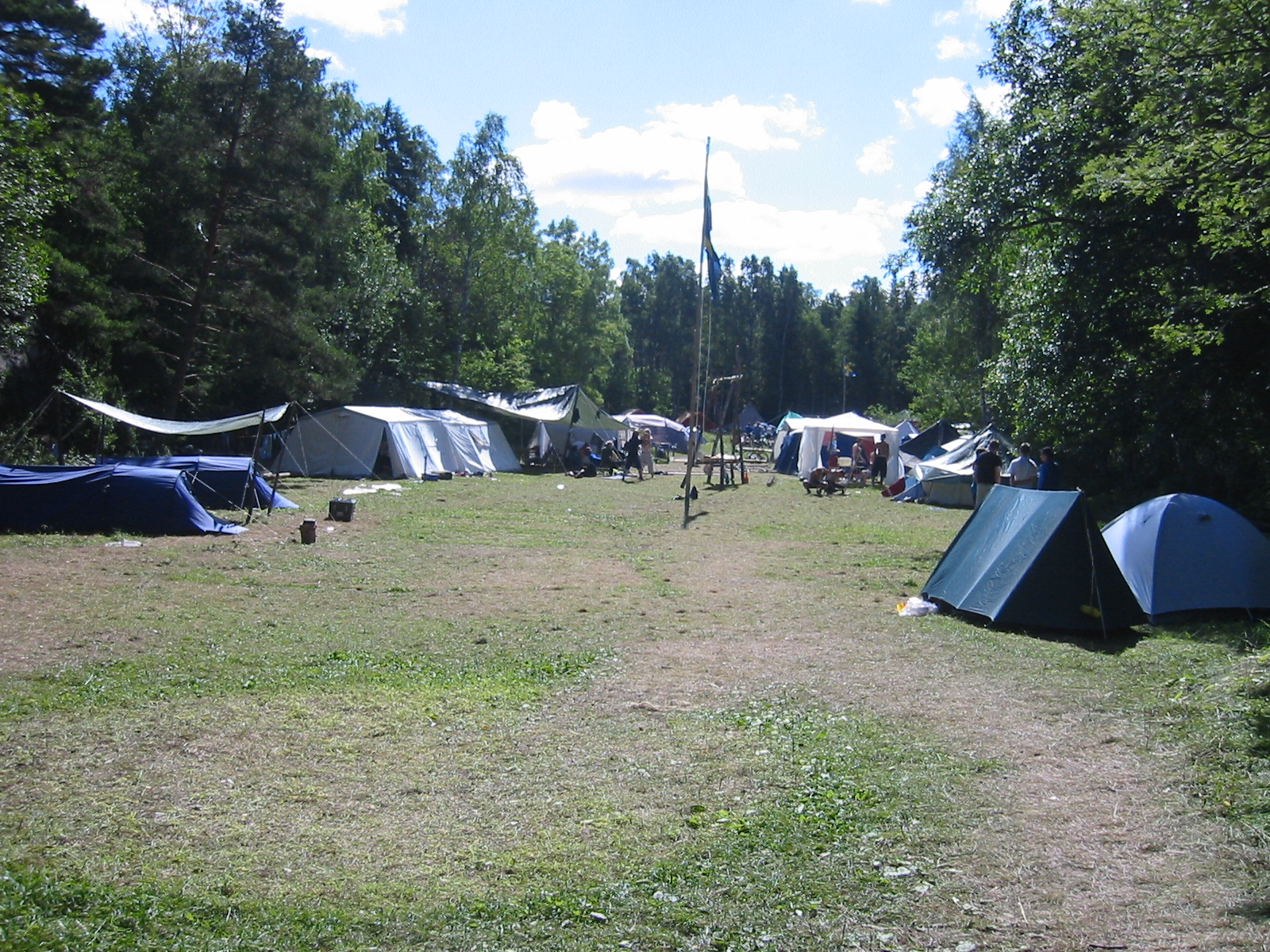
Lägerby på mellangängarna.

#### Midsommarfirande
På Vässarö firas midsommar med besked. Här genomförs allt från traditionsenliga aktiviteter som t.ex. dans kring midsommarstången, logdans och bryggdans till mer lokala traditioner som allsång och nattbio.  Arrangemanget lockar scouter från hela landet, och under de två allsångskvällarna är matsalen som möbleras upp med två extra långbord i mitten fylld till bristningsgränsen. 

### Vår & Höst

#### Lägerskola
Under vår och höst besöks Vässarö av många lägerskolegrupper som brukar stanna 2-3 dagar.  Lägerskolegrupperna har ofta ett program som består av flera av de fasta aktiviteter som finns, bland annat segling, paddling, trapperspår, hinderbana, samarbetsgläntan och disco. Vissa av dessa aktiviteter leds av Vässarös egna lägerskoleledare, medan andra sköts av lägerskolegruppen själv.

## Internetaccess
På ön finns det trådlös internetuppkoppling i anslutning till öns centrala delar, bland annat Tunet, Ekohuset, Kapellet, Cirkus, Matsalen och Intendenturen. Men även på mindre centrala platser som t.ex. Djuphamn, Båthuset och den västra änden av Mellanängarna. 

## Kommunikationer
SL har busstrafik till norra Singö vilket tar ca 2,5 timmar från Stockholm. Från ändhållplatsen Ellans vändplan är det ca 1 km till Vässarölägrets brygga. Med bil tar resan ca 2 timmar från Stockholm. Från bryggan på Singö tar båtresan till Vässarö cirka 15 minuter. 
Vässarös busshållplats är den nordligaste busshållplatsen i hela SL.
Närmaste tätorter att ta sig från med båt är Östhammar, Öregrund och Grisslehamn.

## I populärkultur
Vässarö omnämns i spänningsromanen Spionen på FRA av Anders Jallai. I boken finns en hemlig akt, Vässaröincidenten i september 1982, i vilken det beskrivs hur en rysk ubåt infångas mellan Vässarö och Singö men som släpps efter påtryckningar från regeringen.